# Sexto Sulpicio Tértulo
Sexto Sulpicio Tértulo  fue un senador romano que vivió en el siglo II, y que desarrolló su carrera política bajo los imperios de Adriano, Antonino Pío y Marco Aurelio.

## Carrera pública
Su primer cargo conocido fue el consul ordinarius en 158, bajo Antonino Pío, para ser posteriormente procónsul de la provincia romana de Asia en 173-174, bajo Marco Aurelio.